# Lola Hoffmann
Helena (Lola) Jacoby Hoffmann, geborene Helena Corona Jacoby (* 19. März 1904 in Riga; † 30. April 1988 in Santiago de Chile), war eine lettisch-deutsch-chilenische Ärztin, medizinische Physiologin,  Psychiaterin und in der analytischen Psychologie geschulte Psychotherapeutin. Sie war Mitbegründerin des Instituts für Physiologie an der Universität von Chile (Instituto de Fisiología de la Universidad de Chile) im Jahr 1937.

## Biografie
Jacoby Hoffmann wurde in eine Familie jüdischen Glaubens hineingeboren, die gebildet und gut situiert war. Sie wuchs in deutschsprachiger Umgebung auf, später konvertierte die Familie zum evangelisch-lutherischen Glauben. Ihr Vater war Sigfrid Jacoby ein Anwalt, ihre Mutter Selma Jacoby; Jacoby Hoffmann war das zweite Kind von Dreien.
Im Jahre 1919 beschloss die Familie Jacoby, nach Freiburg im Breisgau auszuwandern, nach den harten Jahren des Ersten Weltkriegs, der Russischen Revolution und der Verfolgung, die ihr Vater aufgrund seiner Zugehörigkeit zu der von Alexander Fjodorowitsch Kerenski geführten Bewegung erlitten hatte. Er wurde von den Bolschewiki verfolgt, die nach dem Ersten Weltkrieg Lettland besetzten.
Jacoby Hoffmann schrieb sich an der medizinischen Fakultät in der Universität Freiburg ein und blieb dort, nachdem ihre Familie wieder nach Riga gegangen ist. Sie beendete dort ihr Studium im Jahre 1928. Ihr Leben veränderte sich stark, sie schloss sich einer Gruppe baltischer Studenten an, fand neue Freunde und widmete sich unermüdlich ihrem Studium. Es war die Zeit bedeutender Philosophen an der Universität Freiburg, so lehrten dort zu dieser Zeit Edmund Husserl, Martin Heidegger auch besuchte sie Vorträge von Richard Wilhelm und Carl Gustav Jung, ohne zu ahnen, dass diese Autoren dreißig Jahre später so wichtig in ihrem Leben werden würden.
Nachdem sie ihre Dissertation über die Nebennieren (Glandulae suprarenales) von Ratten abgeschlossen hatte, ging sie als Assistentin zu Deutschlands führendem Physiologen auf dem Gebiet der Hormonforschung Paul Trendelenburg nach Berlin. In Berlin lernte sie den kulturellen Aufschwung dieser Jahre kennen. Bei ihren Forschungsarbeiten machte sie Bekanntschaft mit dem chilenischen Arzt Francisco Hoffmann, der dort ein Aufbaustudium in Physiologie absolvierte. Sie arbeiteten zusammen, verliebten sich und als Hoffmann im Jahre 1931 in seine Heimat zurückkehrte, beschlossen sie, dies gemeinsam zu tun.
Diese Entscheidung hatte in der Konsequenz rettende Folgen für Jacoby Hoffmann und ihrer gesamten, unmittelbaren Familie, den Eltern und Geschwister, da sie im Jahre 1934 über Nizza nach Chile ausreisen konnten, und so den Folgen der Nürnberger Gesetze und dem Schicksal der Deportation und dem Tod in den Konzentrationslagern des nationalsozialistischem Terror zu entgehen.
Während ihres ersten Jahres in Chile widmete sie sich dem Lernen der spanischen Sprache und machte sich mit der chilenische Kultur vertraut. Anschließend arbeitete Hoffmann am Bakteriologischen Institut als Assistentin ihres Mannes am neu gegründeten Institut für Physiologie der Universidad de Chile (Instituto de Fisiología de la Universidad de Chile). Das Paar forschte, veröffentlichte Artikel und reiste zusammen. Von 1938 bis zu ihrem Ausscheiden im Jahr 1951 arbeitete sie am Institut für Physiologie.
Nach mehr als zwanzig Jahren Tätigkeit im Bereich der experimenteller Physiologie verlor Jacoby Hoffmann sukzessive das Interesse an ihrer Tätigkeit und entwickelte schließlich eine Depression. Als sie einen Zwischenstopp in Buenos Aires einlegen, entdeckte sie in einem Buchladen auf der „Avenida Santa Fe“ in einem Korb mit Büchern zu ermäßigten Preisen u. a. eines von Jolande Jacobi über die Gedanken und Vorstellungen von Carl G. Jung. Während einer Europareise mit ihrem Mann las sie Literatur von C. G. Jung und Jolande Jacobi. Nach ihrer Ankunft in Zürich nahm sie Kontakt zu Jacobi auf. Ihre Gespräche und andere Erfahrungen veranlassten sie zu der Entscheidung, die Physiologie aufzugeben und Psychiaterin zu werden.
In Chile hatte sie den Bildhauer und Dichter Tótila Albert Schneider (1892–1967) kennengelernt. Albert Schneider unterstützte Jacoby Hoffmann in ihrer späteren Entscheidung in das Fach Psychiatrie zu wechseln. Beiden wurden siebzehn Jahre lang enge Freunde und ein Liebespaar, das bis zu dessen Tod im Jahr 1967 anhielt. In dieser Zeit brach Jacoby Hoffmann ihre Ehe aber nicht ab. Sie betrachtete Francisco Hoffmann immer noch als ihren Lebensgefährten, war jedoch zu der Überzeugung gelangt, dass exklusive Paarbeziehungen kritisch zu sehen seien. Sie war überzeugt, dass parallele Beziehungen zum richtigen Wachstum eines Paares beitrugen. So lebten sie weiterhin zusammen auf demselben Familiengrundstück in der „Avenida Pedro de Valdivia“, wobei aber jeder ein eigenes Haus bewohnten, dennoch blieben sie in engem Kontakt und teilten den Alltag zusammen.
Als Jacoby Hoffmann nach Chile zurückgekehrt war, begann sie mit der psychoanalytischen Traumdeutung anhand ihrer eigenen Träume zu beschäftigen. Im Jahre 1953 erhielt sie ehrenhalber, ad honorem, eine Stelle in der psychiatrischen Klinik unter der Leitung von Ignacio Matte Blanco, wo sie fünf Jahre lang blieb, um dann nach Europa zu reisen. Nach fünfjähriger Tätigkeit in der psychiatrischen Klinik verspürte Jacoby Hoffmann das Bedürfnis nach einer tiefergehenden Ausbildung. Sie hatte sich um ein Stipendium an der Psychiatrischen Klinik Tübingen beworben, wo Ernst Kretschmer der Direktor war und wo Eugen Bleuler praktizierte. Und so blieb sie ein Jahr in Tübingen und zog dann für ein weiteres Jahr nach Zürich. In der Schweiz lernte sie den mittlerweile betagten C. G. Jung persönlich kennen und nahm an den letzten Eranos-Tagungen teil.
Die Ideen, die sie während dieser Konferenzen aufnahm, sollten für ihre spätere Arbeit als Psychotherapeutin von entscheidender Bedeutung sein.
Anschließend arbeitete sie wieder, nach ihrer Rückkehr nach Chile im Jahr 1959, an der psychiatrischen Klinik der Universität Chile (Clínica Psiquiátrica de la Universidad de Chile). In ihren explorativen Studien begann sie mit dem autogenen Training, einer Methode der Selbsthypnose, die vom deutschen Neurologen Johannes Heinrich Schultz entwickelt worden war. Sie ließ sich auch von den Werken des deutschen Psychiaters Ernst Kretschmer inspirieren. In der psychiatrischen Universitätsklinik von Santiago de Chile nahm sie ebenfalls an einem der ersten Versuche zur Gruppentherapie und einem kontrollierten Gruppenexperiment mit LSD und Marihuana teil.
Im Alter von sechzig Jahren entdeckte sie für sich Hatha Yoga, Tai Chi und das von Rolando Toro entwickelte Biodanza. Rolando Toro kannte sie und ihr Ehemann aus der gemeinsamen Zeit ihrer Arbeit am Centro de Estudios de Antropología Médica (CEAM).
Jacoby Hoffmann und Francisco Hoffmann hatten zwei Kinder Francisco Hoffmann Jacoby (* 1941) und Adriana Hoffmann (1940–2022). Sie pflegte ihren Mann Francisco Hoffmann bis zu seinem Tode, der in der Folge von mehreren Schlaganfällen eintrat.
Als sie etwa sechzig Jahre alt war, begann sie an einem Glaukom zu leiden und nach mehreren Operationen musste schließlich das erkrankte Auge entfernt werden, doch am gesunden Auge begann der gleiche Prozess, so dass sie bald fast blind war. Die letzten vier Jahre ihres Lebens verbrachte sie in Peñalolén auf dem Grundstück ihrer Tochter Adriana.
Im Jahre 1983 gründete sie mit anderen zusammen die „Fundación La Casa de la Paz“.

## Publikationen (Auswahl)
- I Ching: El Libro de los Cambios. 1971
- zusammen mit Malú Sierra Sueños, un camino al despertar.  Editorial La Puerta Abierta, 1988